# Ягдор (сельское поселение Чухлэм)
Ягдор (коми Ягдор) — деревня в Сысольском районе Республики Коми. Входит в состав сельского поселения Чухлэм.

## География
Деревня находится на расстоянии 17 км (по прямой) к северо-востоку от села Визинга, административного центра района.

### Часовой пояс
Деревня Ягдор, как и вся Республика Коми, находится в часовой зоне МСК (московское время). Смещение применяемого времени относительно UTC составляет +3:00.

## История
Деревня впервые упоминается в 1646 году. Название в переводе языка коми означает «лесная деревня».

## Население
| 2010 | 2013 |
| ---- | ---- |
| 67   | ↘42  |

### Национальный состав
Согласно результатам переписи 2002 года, в национальной структуре населения коми составляли 90 % из 93 чел.